# Gedenkstätte Museum in der Runden Ecke

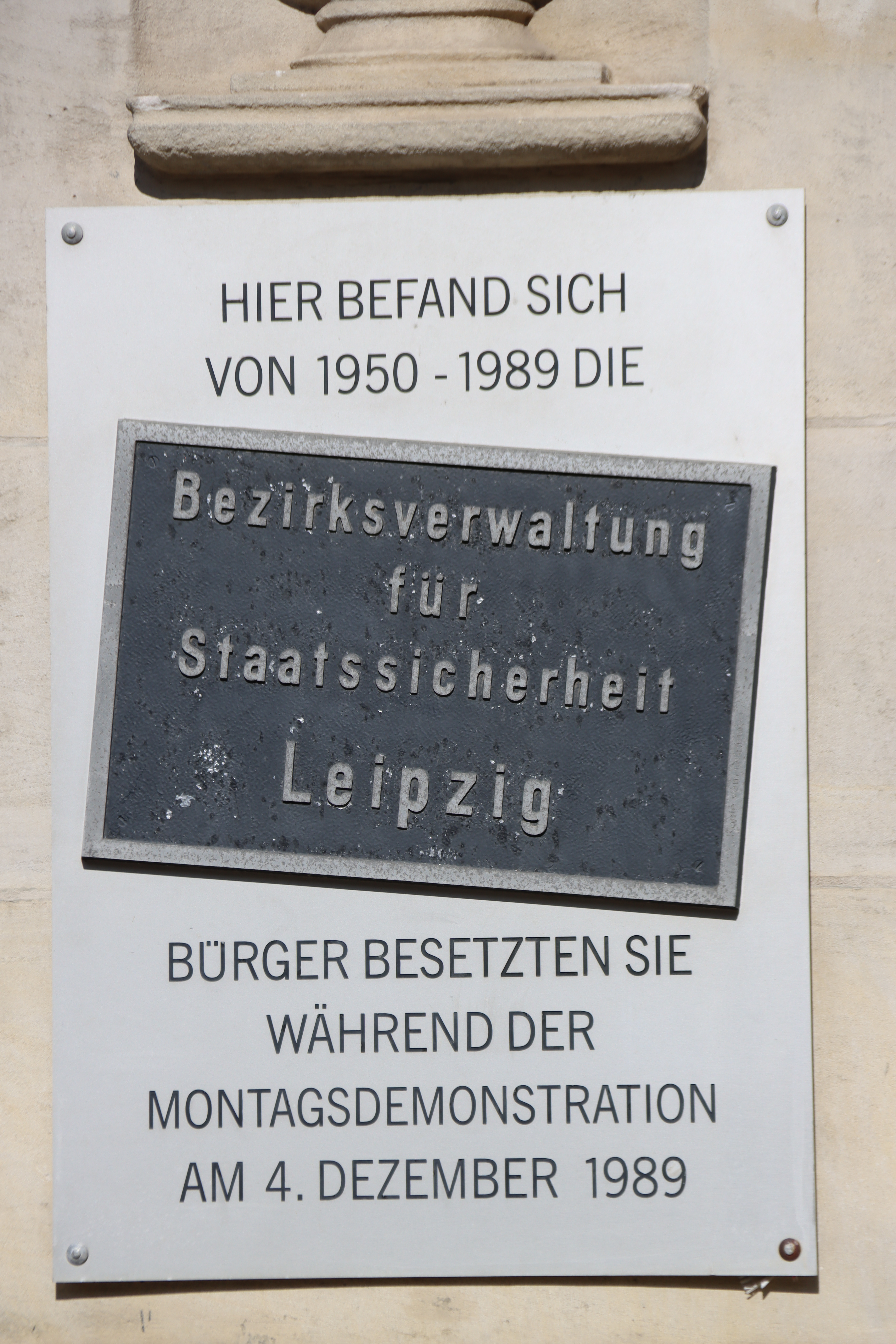

De Gedenkstätte Museum in der Runden Ecke is een museum en herdenkingsplaats in het Duitse Leipzig. Het museum aan de Dittrichring 24 staat op de Europese Erfgoedlijst. Het museum is sinds 1990 gevestigd in het voormalige regionale hoofdkwartier van de Stasi, de staatveiligheidsdienst van de Duitse Democratische Republiek (DDR). Het museum belicht de geschiedenis, structuur en werkwijze van de Stasi. Het museum wordt beheerd door de vereniging Bürgerkomitee Leipzig e. V. 